# Franz Adolph Wilhelm (Ostfriesland)
Franz Adolph Wilhelm von Ostfriesland-Rietberg (* 13. November 1651 in Rietberg; † 15. März 1690 in Straßburg) aus dem Hause Cirksena, war Domherr in Köln, Paderborn und Straßburg und von 1677 bis 1680 Graf von Rietberg.

## Leben
Er stammte aus der Nebenlinie Rietberg des Hauses Cirksena. Er war Sohn von Johanns IV. und seiner Gemahlin Anna Katharina Gräfin von Salm-Reifferscheid.
Er trat als nachgeborener Sohn in den geistlichen Stand ein und studierte unter anderem in Löwen. Ab 1673 war er Domherr in Paderborn und hatte auch eine Domherrenstelle im Kölner Domkapitel. 
Nach dem Tod seines Bruders Friedrich Wilhelm übernahm er 1677 die Herrschaft in der Grafschaft Rietberg. Im Jahr 1678 stellte er vor dem Hintergrund übermäßigen Alkoholgenusses den Handel und den Genuss von Branntwein unter Strafe. Im Zuge des Holländischen Krieges drangen die Franzosen nach Westfalen ein und verheerten 1679 auch Stadt und Grafschaft Rietberg. 
Um weiter Domherr bleiben zu können, verzichtete Franz Adolph Wilhelm 1680 auf die Herrschaft zu Gunsten seines jüngeren Bruders Ferdinand Maximilian. Er führte aber die Regentschaft weiter, bis der Bruder 1685 volljährig geworden war. Nachdem sein Bruder bereits 1687 gestorben war, übernahm er für die Erbin Maria Ernestine Francisca von Rietberg erneut zeitweise die Regentschaft.
Als er 1690 sein Testament verfasste, war er Dekan des Kölner Domkapitels, Scholaster im Kapitel des Straßburger Doms und Domherr in Paderborn. Franz Adolf Wilhelm hatte ein leibliche Tochter, die 1703 an den Meyer zur Haardt in Druffel verheiratet wurde. 
Mit seinem Tod starb das Haus Ostfriesland in der Linie Rietberg im Mannesstamm aus. Er wurde im Straßburger Münster bestattet. An ihn erinnert ein Grabdenkmal mit einer Büste. Nach seinem Tod begann das Haus Liechtenstein seine Ansprüche auf Rietberg geltend zu machen. Dagegen wurde eine umfangreiche Denkschrift für den kaiserlichen Hof verfasst.